# 드래곤 퀘스트 빌더즈: 아레프갈드를 부활시켜라
드래곤 퀘스트 빌더즈: 아레프갈드를 부활시켜라(일본어: ドラゴンクエストビルダーズ アレフガルドを復活せよ, Dragon Quest Builders)는 플레이스테이션 3, 플레이스테이션 4, 플레이스테이션 비타, 안드로이드 (운영체제), iOS용으로 스퀘어 에닉스가 개발하고 배급한, 그리고 닌텐도 스위치용으로 닌텐도가 배급한 샌드박스 액션 롤플레잉 게임이다.
이 게임의 배경은 아레프갈드라는 오리지널 드래곤 퀘스트 비디오 게임의 세계이며 플레이어는 파괴된 이후의 세상을 재건하는 임무를 맡게 된 빌더를 컨트롤한다. 이 게임은 블록 형태의 미적인 스타일을 특징으로 하며 마인크래프트 등의 게임들과 비슷한 수집 및 건축 요소를 갖추고 있다.
이 게임은 2016년 1월에 일본에서, 2016년 10월에 전 세계에서 출시되었다. 후속작 드래곤 퀘스트 빌더즈 2는 일본에서 2018년 12월에 출시되었으며 2019년 7월에 전 세계에 출시되었다.

## 평가
| 평가 |                        |
| --- | ---------------------- |
| 통합 점수 통합사 점수 메타크리틱 PS4: 83/100 [ 1 ] NS: 81/100 [ 2 ] 평론 점수 평론사 점수 패미츠 36/40 [ 3 ] 게임스팟 8/10 [ 4 ] IGN 8.9/10 [ 5 ] 터치아케이드 [ 6 ] |                        |
| 통합 점수 |                        |
| 통합사 | 점수                   |
| 메타크리틱 | PS4: 83/100 NS: 81/100 |
| 평론 점수 |                        |
| 평론사 | 점수                   |
| 패미츠 | 36/40                  |
| 게임스팟 | 8/10                   |
| IGN | 8.9/10                 |
| 터치아케이드 | [ 6 ]                  |